# آیشواریا دوان
آیشواریا دوان (انگلیسی: Aishwarya Devan) بازیگر هندی و ملکه زیبایی ایالت کرالا است که در فیلم‌های زبان مالایالم، تامیل و کنادا بازی کرده‌است. او عنوان ملکه زیبایی هند مهاراشترا ۲۰۱۷ را تصاحب کرد و نماینده ایالت مهاراشترا در ملکه زیبایی هند ۲۰۱۷ بود. آیشواریا در طی مسابقه در زیر مجموعه‌های مختلفبرنده شد و به ۶ نفر برتر نهایی راه یافت. او اولین بازیگری خود در فیلم هندی را با حضور در فیلم کاشی در جستجوی گنگا انجام داد.

## فیلم‌شناسی
| سال  | فیلم                | نقش            | زبان     | نکات  |
| ---- | ------------------- | -------------- | -------- | ----- |
| ۲۰۱۲ | فهرست مرگ           | آوانتیکا       | مالایالم |       |
| ۲۰۱۲ | فهرست مرگ           | آوانتیکا       | کنادا    |       |
| ۲۰۱۲ | روزی در چنای        | جنیفر مری تونی | تامیل    |       |
| ۲۰۱۳ | متشکرم              | شروتی          | مالایالم |       |
| ۲۰۱۵ | مردی با چندین سایه  | مرا و مادو     | تامیلی   |       |
| ۲۰۱۸ | کاشی در جستجوی گنگا | دوینا          | هندی     | [ ۶ ] |